# موتورولا آيرا (موبايل)
موتورولا آيرا (بالإنجليزية: Motorola Aura)‏ هو هاتف محمول من موتورولا، تم طرحه في الأسواق في ديسمبر 2008.

## الخصائص
- الكاميرا الخلفية: 2 ميجابكسل
- الوزن: 141 غرام
- الذاكرة: 2 جيجابايت